# Società Sportiva Calcio Napoli 2007-2008
Questa voce raccoglie le informazioni riguardanti la Società Sportiva Calcio Napoli nelle competizioni ufficiali della stagione 2007-2008.

## Stagione

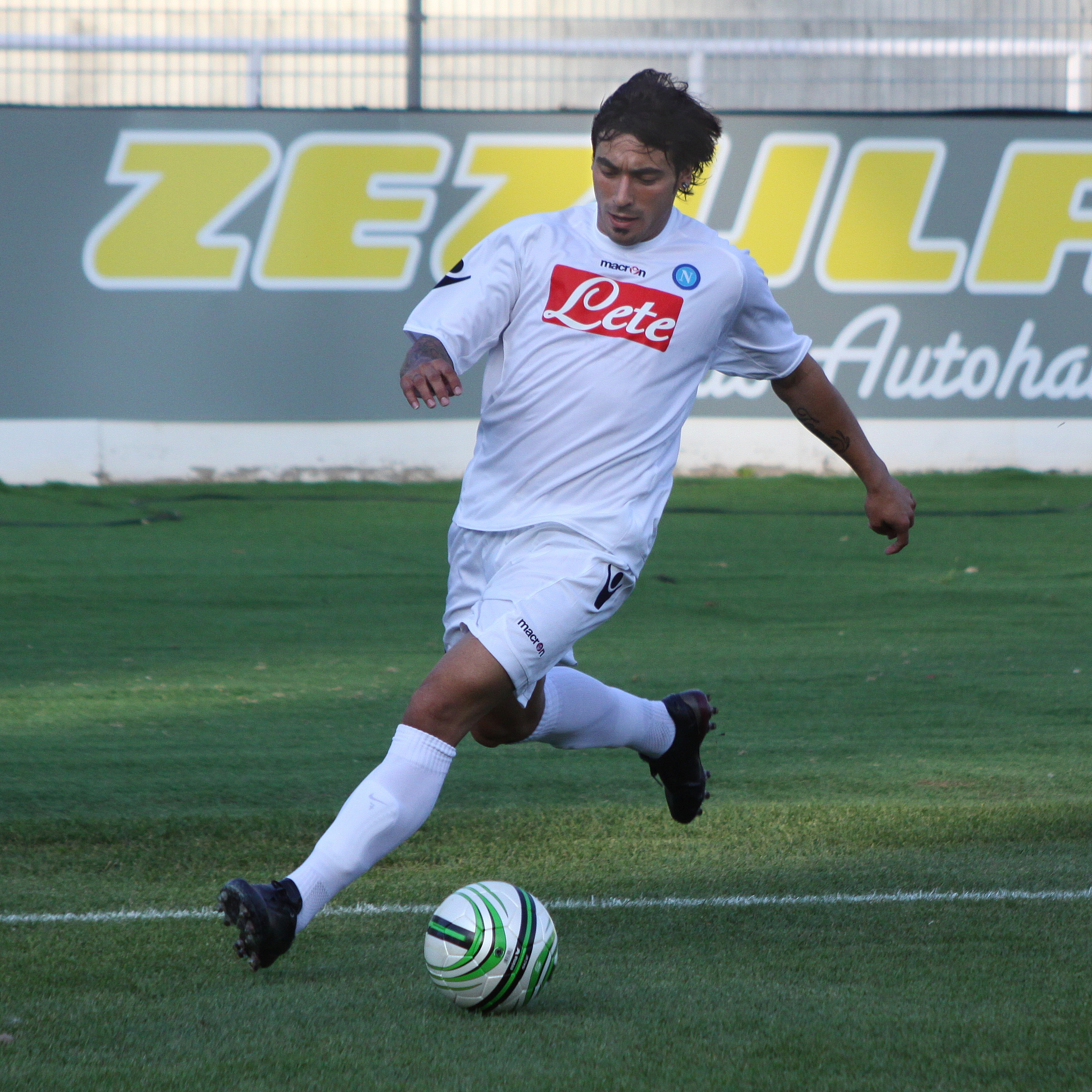
Il neoacquisto Ezequiel Lavezzi: l'argentino, in coabitazione con Domizzi, sarà il migliore marcatore stagionale del Napoli

Affacciatasi ai nastri di partenza del campionato con un organico recante i nomi dello slovacco Hamšík e dell'argentino Lavezzi, la squadra partenopea colse a Udine la maggior vittoria esterna in Serie A della propria storia eguagliando la cinquina di Modena del 24 novembre 1929: battuti con minimo scarto dall'Inter, il 20 ottobre 2007 gli uomini di Reja imponevano un pirotecnico 4-4 alla Roma nel derby del Sole. Da menzionare anche il 3-1 casalingo inflitto alla Juventus, avversario che al San Paolo non registrava battute d'arresto dal 25 marzo 1990: uno strascico polemico caratterizzò tuttavia l'operato del fischietto Bergonzi, complice l'assegnazione dai più ritenuta erronea dei rigori che avevano contribuito alla vittoria.
Concludeva un impegnativo tour de force la trasferta a Palermo, col punteggio di 2-1 per i siciliani: prima «vittima» di un Milan che riscattò solamente in gennaio gli stenti fino ad allora conosciuti davanti al pubblico amico, il Napoli strappava nel recupero un punto alla Lazio (opponente già fatale in Coppa Italia) archiviando col centro-classifica la tornata iniziale.
Un gol di Zalayeta frantumò dopo 31 incontri la serie positiva dei nerazzurri, con l'inseguimento alla zona Uefa compromesso tuttavia dai knock-out a opera di capitolini e sabaudi: annoverando tra le note di colore l'ottimo impatto dei neoacquisti e uno score di sole affermazione nei turni serali, i campani regolarono a domicilio anche l'altra meneghina determinandone la mancata qualificazione in Champions League. A calare il sipario sulla stagione era una sconfitta di misura all'Olimpico, coi 50 punti in graduatoria valsi l'ottavo posto e un biglietto per l'Intertoto.

## Divise e sponsor[23]
Lo sponsor tecnico è Diadora, mentre quello ufficiale è Acqua Lete.
| Casa | Trasferta | Terza divisa |

## Organigramma societario
Area direttiva
- Presidente: Aurelio De Laurentiis
- Vicepresidente: Jacqueline Marie Baudit
- Consigliere: Valentina De Laurentiis
- Direttore Generale: Pierpaolo Marino

Area organizzativa
- Segretario generale: Alberto Vallefuoco
- Team manager: Edoardo De Laurentiis

Area comunicazione
- Ufficio Stampa: Guido Baldari

Area marketing
- Ufficio marketing: Alessandro Formisano

Area tecnica
- Allenatore: Edoardo Reja
- Allenatore in seconda: Fabio Viviani
- Preparatore atletico: Luigi Febbrari
- Preparatore dei portieri: Nico Facciolo

Area sanitaria
- Medico sociale: Alfonso De Nicola
- Massaggiatori: Salvatore Carmando

## Rosa
| N. |                      | Ruolo | Calciatore           |
| -- | -------------------- | ----- | -------------------- |
| 1  | Italia (bandiera)    | P     | Gennaro Iezzo        |
| 2  | Italia (bandiera)    | D     | Gianluca Grava       |
| 3  | Italia (bandiera)    | D     | Erminio Rullo        |
| 4  | Italia (bandiera)    | C     | Francesco Montervino |
| 5  | Italia (bandiera)    | C     | Michele Pazienza     |
| 5  | Italia (bandiera)    | C     | Fabio Gatti          |
| 6  | Paraguay (bandiera)  | D     | Rubén Maldonado      |
| 7  | Argentina (bandiera) | A     | Ezequiel Lavezzi     |
| 8  | Italia (bandiera)    | C     | Manuele Blasi        |
| 9  | Argentina (bandiera) | A     | Roberto Sosa         |
| 11 | Italia (bandiera)    | A     | Emanuele Calaiò      |
| 12 | Italia (bandiera)    | P     | Biagio Del Giudice   |
| 13 | Italia (bandiera)    | D     | Fabiano Santacroce   |
| 14 | Austria (bandiera)   | D     | György Garics        |
| 16 | Italia (bandiera)    | D     | Andrea Cupi          |

| N. |                       | Ruolo | Calciatore                 |
| -- | --------------------- | ----- | -------------------------- |
| 17 | Slovacchia (bandiera) | C     | Marek Hamšík               |
| 18 | Uruguay (bandiera)    | C     | Mariano Bogliacino         |
| 19 | Italia (bandiera)     | D     | Mirko Savini               |
| 20 | Italia (bandiera)     | A     | Roberto De Zerbi           |
| 21 | Italia (bandiera)     | D     | Maurizio Domizzi           |
| 22 | Italia (bandiera)     | P     | Matteo Gianello            |
| 23 | Uruguay (bandiera)    | C     | Walter Gargano             |
| 24 | Italia (bandiera)     | C     | Samuele Dalla Bona         |
| 25 | Uruguay (bandiera)    | A     | Marcelo Zalayeta           |
| 27 | Italia (bandiera)     | C     | Marco Capparella           |
| 28 | Italia (bandiera)     | D     | Paolo Cannavaro (capitano) |
| 30 | Argentina (bandiera)  | P     | Nicolás Navarro            |
| 77 | Italia (bandiera)     | C     | Daniele Mannini            |
| 96 | Italia (bandiera)     | D     | Matteo Contini             |

## Calciomercato

### Sessione estiva(dal 1/7 al 31/8)
| Acquisti         | Acquisti           | Acquisti        | Acquisti                           |
| R.               | Nome               | da              | Modalità                           |
| ---------------- | ------------------ | --------------- | ---------------------------------- |
| D                | Matteo Contini     | Parma           | definitivo (3,2 milioni €)         |
| C                | Manuele Blasi      | Juventus        | compartecipazione (2,45 milioni €) |
| C                | Walter Gargano     | Danubio         | definitivo (3,25 milioni €)        |
| C                | Marek Hamšík       | Brescia         | definitivo (5,5 milioni €)         |
| A                | Ezequiel Lavezzi   | San Lorenzo     | definitivo (5,8 milioni €)         |
| A                | Marcelo Zalayeta   | Juventus        | compartecipazione (1,4 milioni €)  |
| Altre operazioni |                    |                 |                                    |
| R.               | Nome               | da              | Modalità                           |
| P                | Biagio Del Giudice | Aversa Normanna | fine prestito                      |
| D                | Maurizio Domizzi   | Sampdoria       | risoluzione comp. (1,25 milioni €) |
| D                | Luca Lacrimini     | Frosinone       | fine prestito                      |
| D                | Elio Nigro         | Benevento       | fine prestito                      |
| D                | Tommaso Romito     | Salernitana     | fine prestito                      |
| A                | Giuseppe Giglio    | Gallipoli       | fine prestito                      |
| A                | Gaetano Grieco     | Avellino        | fine prestito                      |
| A                | Gennaro Esposito   | Benevento       | fine prestito                      |
| A                | Gerardo Schettino  | Pro Vasto       | fine prestito                      |

| Cessioni         | Cessioni          | Cessioni        | Cessioni                   |
| R.               | Nome              | a               | Modalità                   |
| ---------------- | ----------------- | --------------- | -------------------------- |
| D                | David Giubilato   |                 | svincolato                 |
| C                | Nicolás Amodio    | Treviso         | prestito (0,1 milioni €)   |
| C                | Ivano Trotta      | Treviso         | definitivo (0,5 milioni €) |
| A                | Cristian Bucchi   | Siena           | prestito (0,3 milioni €)   |
| A                | Piá               | Treviso         | prestito (0,3 milioni €)   |
| Altre operazioni |                   |                 |                            |
| R.               | Nome              | da              | Modalità                   |
| P                | Giuseppe Marino   | Aversa Normanna | definitivo                 |
| D                | Luca Lacrimini    | Ancona          | prestito (5 000 €)         |
| D                | Tommaso Romito    | Pescara         | prestito                   |
| C                | Luigi Vitale      | Lanciano        | prestito                   |
| A                | Gennaro Esposito  | Cassino         | compartecipazione          |
| A                | Giuseppe Giglio   | Lucchese        | definitivo (0 €)           |
| A                | Gaetano Grieco    | Cavese          | prestito                   |
| A                | Gerardo Schettino | Juve Stabia     | definitivo                 |

### Sessione invernale(dal 7/1 al 2/2)
| Acquisti         | Acquisti           | Acquisti           | Acquisti                    |
| R.               | Nome               | da                 | Modalità                    |
| ---------------- | ------------------ | ------------------ | --------------------------- |
| P                | Nicolás Navarro    | Argentinos Juniors | definitivo (4,5 milioni €)  |
| D                | Fabiano Santacroce | Brescia            | definitivo (5,55 milioni €) |
| C                | Daniele Mannini    | Brescia            | definitivo (7 milioni €)    |
| C                | Michele Pazienza   | Fiorentina         | definitivo (4,25 milioni €) |
| Altre operazioni |                    |                    |                             |
| R.               | Nome               | da                 | Modalità                    |
| C                | Nicolás Amodio     | Treviso            | fine prestito               |
| A                | Cristian Bucchi    | Siena              | fine prestito               |
| A                | Gaetano Grieco     | Cavese             | fine prestito               |
| A                | Piá                | Treviso            | fine prestito               |

| Cessioni         | Cessioni         | Cessioni | Cessioni |
| R.               | Nome             | a        | Modalità |
| ---------------- | ---------------- | -------- | -------- |
| D                | Rubén Maldonado  | Chievo   | prestito |
| C                | Fabio Gatti      | Modena   | prestito |
| A                | Roberto De Zerbi | Brescia  | prestito |
| Altre operazioni |                  |          |          |
| R.               | Nome             | da       | Modalità |
| C                | Nicolás Amodio   | Mantova  | prestito |
| A                | Cristian Bucchi  | Bologna  | prestito |
| A                | Gaetano Grieco   | Monza    | prestito |
| A                | Piá              | Catania  | prestito |

## Risultati

### Serie A

#### Girone di andata
| Arbitro: | Bergonzi (Genova) |

|  |           |                             |
|  | Marcatori | 49’ Matri 59’ (rig.) Foggia |

| Arbitro: | Gervasoni (Mantova) |

|  |           |                                                    |
|  | Marcatori | 16’, 70’ Zalayeta 40’ Domizzi 65’ Lavezzi 82’ Sosa |

| Arbitro: | Gava (Conegliano) |

|                         |           |  |
| Zalayeta 43’ Hamšík 76’ | Marcatori |  |

| Empoli 23 settembre 2007, ore 15:00 CEST 4ª giornata | Empoli            | 0 – 0 referto | Napoli | Stadio Carlo Castellani (11 985 spett.)\| Arbitro: \| Rizzoli (Bologna) \| |
| Arbitro:                                             | Rizzoli (Bologna) |               |        |                                                                            |

| Arbitro: | Morganti (Ascoli Piceno) |

|          |           |  |
| Sosa 85’ | Marcatori |  |

| Arbitro: | Pierpaoli (Firenze) |

|                    |           |                                 |
| Domizzi 51’ (rig.) | Marcatori | 12’ (aut.) Cannavaro 89’ Sculli |

| Arbitro: | Rosetti (Torino) |

|               |           |          |
| Cruz 20’, 36’ | Marcatori | 85’ Sosa |

| Arbitro: | Tagliavento (Terni) |

|                                                        |           |                                                |
| Totti 30’ (rig.) Perrotta 41’ De Rossi 52’ Pizarro 80’ | Marcatori | 2’ Lavezzi 46’ Hamšík 64’ Gargano 84’ Zalayeta |

| Arbitro: | Bergonzi (Genova) |

|                                            |           |               |
| Gargano 48’ Domizzi 62’ (rig.), 70’ (rig.) | Marcatori | 46’ Del Piero |

| Arbitro: | Gava (Conegliano) |

|              |           |  |
| C. Vieri 61’ | Marcatori |  |

| Arbitro: | Rizzoli (Bologna) |

|             |           |             |
| Lavezzi 89’ | Marcatori | 54’ Vigiani |

| Arbitro: | Rosetti (Torino) |

|                       |           |                |
| Gio. Tedesco 57’, 66’ | Marcatori | 54’ Bogliacino |

| Arbitro: | Brighi (Cesena) |

|                   |           |  |
| Zalayeta 43’, 65’ | Marcatori |  |

| Arbitro: | Gervasoni (Mantova) |

|                                                                      |           |          |
| Floccari 5’ Langella 20’ Doni 36’ Carrozzieri 47’ Ferreira Pinto 73’ | Marcatori | 60’ Sosa |

| Arbitro: | Rocchi (Firenze) |

|              |           |  |
| Zalayeta 18’ | Marcatori |  |

| Arbitro: | Mazzoleni (Bergamo) |

|           |           |                |
| Frick 63’ | Marcatori | 64’ Bogliacino |

| Arbitro: | Trefoloni (Siena) |

|            |           |                   |
| Hamšík 81’ | Marcatori | 36’ (rig.) Rosina |

| Arbitro: | Rosetti (Torino) |

|                                                |           |                             |
| Ronaldo 15’, 46’ Seedorf 31’ Kaká 68’ Pato 73’ | Marcatori | 28’ Sosa 38’ (rig.) Domizzi |

| Arbitro: | Rocchi (Firenze) |

|                  |           |                        |
| Hamšík 5’, 90+4’ | Marcatori | 26’ Ledesma 31’ Pandev |

#### Girone di ritorno
| Arbitro: | Banti (Livorno) |

|                            |           |            |
| Matri 90+3’ D. Conti 90+5’ | Marcatori | 58’ Hamšík |

| Arbitro: | Ayroldi (Molfetta) |

|                                   |           |         |
| Zapata 5’ (aut.) Lavezzi 74’, 75’ | Marcatori | 9’ Pepe |

| Arbitro: | Gava (Conegliano) |

|                                       |           |  |
| G. Delvecchio 76’ D. Franceschini 83’ | Marcatori |  |

| Arbitro: | Mazzoleni (Bergamo) |

|             |           |                          |
| Mannini 37’ | Marcatori | 22’, 66’ Pozzi 82’ Budel |

| Arbitro: | Saccani (Mantova) |

|              |           |                   |
| Diamanti 74’ | Marcatori | 57’, 90+3’ Calaiò |

| Arbitro: | Gervasoni (Mantova) |

|                                    |           |  |
| Sculli 41’ M. Borriello 76’ (rig.) | Marcatori |  |

| Arbitro: | Rizzoli (Bologna) |

|             |           |  |
| Zalayeta 3’ | Marcatori |  |

| Arbitro: | Saccani (Mantova) |

|  |           |                              |
|  | Marcatori | 3’ Perrotta 49’ (rig.) Totti |

| Arbitro: | Rocchi (Firenze) |

|              |           |  |
| Iaquinta 88’ | Marcatori |  |

| Arbitro: | Rosetti (Torino) |

|                  |           |  |
| Lavezzi 22’, 31’ | Marcatori |  |

| Arbitro: | Damato (Barletta) |

|               |           |          |
| Brienza 90+2’ | Marcatori | 76’ Sosa |

| Arbitro: | Banti (Livorno) |

|              |           |  |
| Hamšík 90+2’ | Marcatori |  |

| Arbitro: | Orsato (Schio) |

|                                      |           |  |
| G. Colucci 3’ Spinesi 16’ Vargas 48’ | Marcatori |  |

| Arbitro: | Ciampi (Roma 1) |

|                        |           |  |
| Hamšík 62’ Lavezzi 64’ | Marcatori |  |

| Arbitro: | Ayroldi (Molfetta) |

|                  |           |                                     |
| Budan 23’ (rig.) | Marcatori | 45+1’ (rig.) Domizzi 72’ Bogliacino |

| Napoli 27 aprile 2008, ore 15:00 CEST 35ª giornata | Napoli              | 0 – 0 referto | Siena | Stadio San Paolo (39 086 spett.)\| Arbitro: \| Giannoccaro (Lecce) \| |
| Arbitro:                                           | Giannoccaro (Lecce) |               |       |                                                                       |

| Arbitro: | De Marco (Chiavari) |

|                                  |           |             |
| Rosina 26’ (rig.) Di Michele 57’ | Marcatori | 53’ Contini |

| Arbitro: | Farina (Novi Ligure) |

|                                            |           |               |
| Hamšík 36’ Domizzi 69’ (rig.) Garics 90+2’ | Marcatori | 90+4’ Seedorf |

| Arbitro: | Velotto (Grosseto) |

|                        |           |             |
| Rocchi 15’ Firmani 71’ | Marcatori | 83’ Domizzi |

### Coppa Italia

#### Turni preliminari
| Arbitro: | Velotto (Grosseto) |

|                                                |           |  |
| Calaiò 20’ Hamšík 40’ De Zerbi 75’ Domizzi 90’ | Marcatori |  |

| Arbitro: | Pinzani (Empoli) |

|                         |           |             |
| Lavezzi 50’, 103’, 119’ | Marcatori | 19’ Kutuzov |

| Arbitro: | Celi (Campobasso) |

|                                   |                      |                                        |
| Domizzi 89’                       | Marcatori            | 82’ Tavano                             |
| Domizzi Calaiò Dalla Bona Gargano | Tiri di rigore 3 – 2 | Diamanti Rossini Loviso Balleri Tavano |

#### Fase finale
| Arbitro: | Stefanini (Prato) |

|                              |           |                |
| De Silvestri 66’ Baronio 71’ | Marcatori | 28’ Dalla Bona |

| Arbitro: | Mazzoleni (Bergamo) |

|             |           |          |
| Domizzi 79’ | Marcatori | 55’ Tare |

## Statistiche finali

### Statistiche di squadra
| Competizione | Punti | In casa | In casa | In casa | In casa | In casa | In casa | In trasferta | In trasferta | In trasferta | In trasferta | In trasferta | In trasferta | Totale | Totale | Totale | Totale | Totale | Totale | DR |
| Competizione | Punti | G       | V       | N       | P       | Gf      | Gs      | G            | V            | N            | P            | Gf           | Gs           | G      | V      | N      | P      | Gf     | Gs     | DR |
| ------------ | ----- | ------- | ------- | ------- | ------- | ------- | ------- | ------------ | ------------ | ------------ | ------------ | ------------ | ------------ | ------ | ------ | ------ | ------ | ------ | ------ | -- |
| Serie A      | 50    | 19      | 11      | 4       | 4       | 27      | 16      | 19           | 3            | 4            | 12           | 23           | 37           | 38     | 14     | 8      | 16     | 50     | 53     | −3 |
| Coppa Italia | -     | 4       | 2       | 2       | 0       | 9       | 3       | 1            | 0            | 0            | 1            | 1            | 2            | 5      | 2      | 2      | 1      | 10     | 5      | +5 |
| Totale       | -     | 23      | 14      | 5       | 4       | 36      | 19      | 20           | 3            | 4            | 13           | 24           | 39           | 43     | 16     | 10     | 17     | 60     | 58     | +2 |

### Andamento in campionato
| Giornata  | 1  | 2 | 3 | 4 | 5 | 6 | 7 | 8 | 9 | 10 | 11 | 12 | 13 | 14 | 15 | 16 | 17 | 18 | 19 | 20 | 21 | 22 | 23 | 24 | 25 | 26 | 27 | 28 | 29 | 30 | 31 | 32 | 33 | 34 | 35 | 36 | 37 | 38 |
| --------- | -- | - | - | - | - | - | - | - | - | -- | -- | -- | -- | -- | -- | -- | -- | -- | -- | -- | -- | -- | -- | -- | -- | -- | -- | -- | -- | -- | -- | -- | -- | -- | -- | -- | -- | -- |
| Luogo     | C  | T | C | T | C | C | T | T | C | T  | C  | T  | C  | T  | C  | T  | C  | T  | C  | T  | C  | T  | C  | T  | T  | C  | C  | T  | C  | T  | C  | T  | C  | T  | C  | T  | C  | T  |
| Risultato | P  | V | V | N | V | P | N | P | V | P  | N  | P  | V  | P  | V  | N  | N  | P  | N  | P  | V  | P  | P  | V  | P  | V  | P  | P  | V  | N  | V  | P  | V  | V  | N  | P  | V  | P  |
| Posizione | 16 | 8 | 3 | 5 | 4 | 5 | 9 | 8 | 6 | 7  | 7  | 9  | 7  | 9  | 8  | 9  | 8  | 10 | 11 | 11 | 11 | 11 | 11 | 11 | 11 | 11 | 12 | 12 | 10 | 11 | 10 | 10 | 9  | 9  | 9  | 9  | 8  | 8  |

Fonte:  Serie A – Classifiche, su sport.sky.it, Sky Sport. URL consultato il 20 febbraio 2014 (archiviato dall'url originale l'11 settembre 2014).
Legenda:

Luogo: C = Casa; T = Trasferta. Risultato: V = Vittoria; N = Pareggio; P = Sconfitta.

### Statistiche dei giocatori
Sono in corsivo i calciatori che hanno lasciato la società a stagione in corso.
| Giocatore     | Serie A  | Serie A | Serie A     | Serie A    | Coppa Italia | Coppa Italia | Coppa Italia | Coppa Italia | Totale   | Totale | Totale      | Totale     |
| Giocatore     | Presenze | Reti    | Ammonizioni | Espulsioni | Presenze     | Reti         | Ammonizioni  | Espulsioni   | Presenze | Reti   | Ammonizioni | Espulsioni |
| ------------- | -------- | ------- | ----------- | ---------- | ------------ | ------------ | ------------ | ------------ | -------- | ------ | ----------- | ---------- |
| M. Blasi      | 27       | 0       | 15          | 1          | 3            | 0            | 0            | 0            | 30       | 0      | 15          | 1          |
| M. Bogliacino | 35       | 3       | 1           | 0          | 3            | 0            | 0            | 0            | 38       | 3      | 1           | 0          |
| E. Calaiò     | 26       | 2       | 1           | 0          | 5            | 1            | 1            | 0            | 31       | 3      | 2           | 0          |
| P. Cannavaro  | 34       | 0       | 8           | 1          | 2            | 0            | 0            | 0            | 36       | 0      | 8           | 1          |
| M. Capparella | 2        | 0       | 0           | 0          | -            | -            | -            | -            | 2        | 0      | 0           | 0          |
| M. Contini    | 28       | 1       | 9           | 0          | 3            | 0            | 1            | 0            | 31       | 1      | 10          | 0          |
| A. Cupi       | 16       | 0       | 1           | 0          | 1            | 0            | 0            | 0            | 17       | 0      | 1           | 0          |
| S. Dalla Bona | 2        | 0       | 0           | 0          | 3            | 1            | 1            | 0            | 5        | 1      | 1           | 0          |
| R. De Zerbi   | 3        | 0       | 0           | 0          | 3            | 1            | 1            | 1            | 6        | 1      | 1           | 1          |
| M. Domizzi    | 29       | 8       | 11          | 2          | 4            | 3            | 2            | 0            | 33       | 11     | 13          | 2          |
| W. Gargano    | 34       | 2       | 4           | 2          | 3            | 0            | 1            | 0            | 37       | 2      | 5           | 2          |
| G. Garics     | 26       | 1       | 3           | 0          | 2            | 0            | 0            | 0            | 28       | 1      | 3           | 0          |
| F. Gatti      | -        | -       | -           | -          | 1            | 0            | 0            | 0            | 1        | 0      | 0           | 0          |
| M. Gianello   | 16       | -20     | 1           | 0          | 4            | -5           | 0            | 0            | 20       | -25    | 1           | 0          |
| G. Grava      | 19       | 0       | 2           | 0          | 4            | 0            | 0            | 0            | 23       | 0      | 2           | 0          |
| M. Hamšík     | 37       | 9       | 4           | 0          | 3            | 1            | 0            | 0            | 40       | 10     | 4           | 0          |
| G. Iezzo      | 19       | -28     | 0           | 0          | 1            | 0            | 0            | 0            | 20       | -28    | 0           | 0          |
| E. Lavezzi    | 35       | 8       | 7           | 0          | 4            | 3            | 1            | 0            | 39       | 11     | 8           | 0          |
| R. Maldonado  | 2        | 0       | 1           | 0          | 2            | 0            | 1            | 0            | 4        | 0      | 2           | 0          |
| D. Mannini    | 15       | 1       | 5           | 0          | -            | -            | -            | -            | 15       | 1      | 5           | 0          |
| F. Montervino | 9        | 0       | 0           | 0          | 4            | 0            | 0            | 0            | 13       | 0      | 0           | 0          |
| N. Navarro    | 3        | -5      | 0           | 0          | -            | -            | -            | -            | 3        | -5     | 0           | 0          |
| M. Pazienza   | 13       | 0       | 4           | 0          | -            | -            | -            | -            | 13       | 0      | 4           | 0          |
| E. Rullo      | 4        | 0       | 2           | 0          | 4            | 0            | 0            | 0            | 8        | 0      | 2           | 0          |
| F. Santacroce | 13       | 0       | 7           | 0          | -            | -            | -            | -            | 13       | 0      | 7           | 0          |
| M. Savini     | 29       | 0       | 9           | 0          | 2            | 0            | 1            | 0            | 31       | 0      | 10          | 0          |
| R. Sosa       | 30       | 6       | 3           | 0          | 4            | 0            | 0            | 0            | 34       | 6      | 3           | 0          |
| M. Zalayeta   | 22       | 8       | 0           | 1          | 2            | 0            | 0            | 0            | 24       | 8      | 0           | 1          |

## Giovanili

### Organigramma societario
Area direttiva
- Responsabile: Giuseppe Santoro

Area tecnica
- Allenatore Primavera: Ernesto Apuzzo
- Allenatore Berretti: Juary
- Allenatore Allievi Nazionali: Ivan Faustino

### Piazzamenti
- Primavera:
  - Campionato: 7ª nel Girone C
- Berretti: 
  - Campionato: ?
- Allievi Nazionali:
  - Campionato: Ottavi di finale
  - Trofeo "Nereo Rocco": Quarti di finale